# Płociczno (województwo mazowieckie)
Płociczno – wieś w Polsce położona w województwie mazowieckim, w powiecie żuromińskim, w gminie Lubowidz. Ma status sołectwa.
Prywatna wieś szlachecka położona była w drugiej połowie XVI wieku w powiecie sierpeckim województwa płockiego. W latach 1975–1998 miejscowość położona była w województwie ciechanowskim.